# ルネ・ラルー
ルネ・ラルー（フランス語：René Laloux、男性、1929年7月13日 - 2004年3月14日）は、フランス・パリ生まれのアニメーション作家・映像作家、映画監督。主にシュールで幻想的なSF作品で知られる。

## 経歴
絵画の学校で絵を学んだ後、広告業にていくつかの職を経験する。
1955年から4年間、クール・シュヴェルニーの精神科病院で芸術療法に取り組み、1960年には患者たちの描いた絵を元に「猿の牙」を制作する。1961年に公開されると高く評価され、フランスのエミール・コール賞を受賞する。賞の審査員の一人であったミシェル・フォロンから画家のローラン・トポールを紹介され、彼と組んで「死んだ時間」（1964年）、「かたつむり」（1965年）の二つの短編アニメーションを制作、1973年にはステファン・ウルのSF小説『Oms_en_série』を原作に最初の長編アニメーション『ファンタスティック・プラネット』を制作する。『ファンタスティック・プラネット』はアニメーション作品として初めて第26回カンヌ国際映画祭で審査員特別賞を受賞する。
1982年にはフランスのバンド・デシネ作家のメビウスと組んで『時の支配者』を制作。
その後フィリップ・カザと組み、長編『ガンダーラ』（1987年）、短編「ワン・フォはいかにして助けられたか」（1988年）を制作する。
1996年から国立コミック映像センターのデジタルイメージ研究所のディレクターを務める。1998年の広島国際アニメーションフェスティバルでは国際審査委員を務めた。
2004年3月14日に心臓発作で死去。

## 作品

### 短編アニメーション
- 猿の牙（Les Dents du Singe, 1960年）
- 死んだ時間 （Les Temps Morts, 1964年）
- かたつむり（Les Escargots, 1965年）
- ワン・フォはいかにして助けられたか（Comment Wang-Fo fut sauvé, 1988年）

### 長編アニメーション
- ファンタスティック・プラネット（La Planète Sauvage, 1973年）
- 時の支配者（Les Maîtres du temps, 1982年）
- ガンダーラ（Gandahar, 1987年）

## 映像ソフト
VHS、レーザーディスク等については未調査

### DVD
- 『ファンタスティック・プラネット』パイオニアLDC、2001年
- 『ガンダーラ』パイオニアLDC、2001年
- 『時の支配者』アット エンタテインメント、2001年
- 『ファンタスティック・プラネット』発売：IMAGICA、販売：ジェネオン エンタテインメント、2005年
- 『時の支配者』発売：IMAGICA、販売：ジェネオン エンタテインメント、2005年
- 『ガンダーラ』発売：IMAGICA、販売：ジェネオン エンタテインメント、2005年
- 『ルネ・ラルー傑作短編集』発売：IMAGICA、販売：ジェネオン エンタテインメント、2005年
  - 「かたつむり」「ワン・フォはいかにして助けられたか」を収録。
- 『ルネ・ラルー コンプリートDVD‐BOX』発売：IMAGICA、販売：ジェネオン エンタテインメント、2005年
  - 『ファンタスティック・プラネット』『時の支配者』『ガンダーラ』『ルネ・ラルー傑作短編集』を収録。
- 『ファンタスティック・プラネット』KADOKAWA、2016年
  - 「かたつむり」を併録。

### BD
- 『ファンタスティック・プラネット』角川書店、2013年
  - 「かたつむり」を併録。